# Чемпіонат Тернопільської області з футболу 2019
Чемпіонат Тернопільської області з футболу 2019 року виграла команда «Агрон-ОТГ» (Великі Гаї).

## Турнірна таблиця
| М | Команда                           | І  | В | Н | П  | РМ    | О  |
| - | --------------------------------- | -- | - | - | -- | ----- | -- |
| 1 | «Агрон-ОТГ» (Великі Гаї) *        | 14 | 9 | 5 | 0  | 29−8  | 32 |
| 2 | «Нива» (Теребовля)                | 14 | 7 | 5 | 2  | 25−14 | 26 |
| 3 | «Агронива-ТНПУ» (Тернопіль)       | 14 | 7 | 4 | 3  | 28−15 | 25 |
| 4 | «Збруч-Агробізнес» (Підволочиськ) | 14 | 6 | 4 | 4  | 28−21 | 22 |
| 5 | «Кристал» (Чортків)               | 14 | 6 | 3 | 5  | 22−17 | 21 |
| 6 | «Бережани»                        | 14 | 2 | 6 | 6  | 16−26 | 12 |
| 7 | ФК «Копичинці»                    | 14 | 3 | 2 | 9  | 12−28 | 11 |
| 8 | «Тернопіль-ДЮСШ»                  | 14 | 1 | 1 | 12 | 12−43 | 4  |

Примітки
- позначкою * відзначений чемпіон